# Aechmea alba
Espèce
Classification phylogénétique
Synonymes
- Macrochordion alba (Mez) L.B.Sm. & W.J.Kress

Aechmea alba est une espèce de plantes de la famille des Bromeliaceae, endémique du Brésil.

## Synonymes
- Macrochordion alba (Mez) L.B.Sm. & W.J.Kress[2].